# Степной (Перелюбский район)
Степной — упразднённый посёлок в Перелюбском районе Саратовской области. Входил в состав Целинного сельского поселения. Исключен из учётных данных в 2018 г.

## История
В 1961 году указом Президиума Верховного Совета РСФСР хутор Дерябский переименован в посёлок Степной.
Постановлением Саратовской облдумы от 24 января 2018 года № 7-193 населённый пункт исключен из учётных данных.

## Население
| 2010 |
| ---- |
| 0    |